# Min grind
Min grind är ett musikalbum från 2014 av den svenska rapparen och reggaesångaren Dani M. Sångtexterna avhandlar bland annat musikbranschen, ungdomskriminalitet, den nya världsordningen och berusning. Efter flera EP-skivor, singlar och inhopp hos andra artister var Min grind Dani M:s debutalbum. Skivan producerades av The Salazar Brothers för Redline Records, ett dotterbolag till Universal Music, och gavs ut 25 december 2014.

## Mottagande

### Recensioner
Tobias Carlsson skrev i Kingsize Magazine: "Väntan på debutalbumet är nu över och trots att vi hållts på halster känns Dani M hungrigare bakom mikrofonen än någonsin tidigare. ... Spännvidden mellan de olika musikaliska influenserna framträder tydligt och ger skivan en intressant dynamik, där Dani M:s rap-framföranden skapar mersmak i samklang med The Salazar Brothers signum för Redline-bangers. Dani M:s debutalbum är att betrakta för många som en försenad julklapp och kommer värmande spelas miljontals gånger i hörlurar och högtalare runt om i landet denna vinter." Sara Petersson på Östgöta Correspondenten hade invändningar emot Dani M:s samhällskritiska låtar: "Jag fattar väl att hiphop ska vara provocerande, att det handlar om att sparka uppåt, men det gäller att göra det på rätt sätt. Det innebär att det ska vara smart, eller i brist på det åtminstone catchy." Petersson fortsatte: "Nej, då gör Dani M bättre ifrån sig i de glättigare låtarna. ... Jag hoppas att Dani M fortsätter att utveckla sitt sound i just den feelgoodriktningen framöver, för hos konspirationsteorier och hat har han hittills inte mycket att hämta."

## Låtlista
| Nr           | Titel                             | Längd |
| ------------ | --------------------------------- | ----- |
| 1.           | Min grind                         | 2:29  |
| 2.           | Ingenting bekäsh                  | 3:37  |
| 3.           | Fattigman (med I King och Moncho) | 4:45  |
| 4.           | Blicken på mig (med Essa Cham)    | 3:47  |
| 5.           | Gata (med Keya)                   | 3:04  |
| 6.           | Polishatet                        | 3:46  |
| 7.           | Bara när jag är full              | 3:31  |
| 8.           | Flashback                         | 3:02  |
| 9.           | Aldrig igen                       | 3:26  |
| 10.          | Halaren (med Mig-L)               | 1:24  |
| 11.          | Becknish (med AKI)                | 4:00  |
| 12.          | Allt är en fasad                  | 3:27  |
| 13.          | Blessed                           | 3:54  |
| 14.          | Allting jag har                   | 3:39  |
| 15.          | Göra det som mig                  | 2:56  |
| 16.          | Vissa dagar (med Löst folk)       | 4:11  |
| Total längd: | Total längd:                      | 54:58 |